# Chaoyang, Liaoning
Chaoyang är en stad på prefekturnivå i Liaoning-provinsen i nordöstra Kina. Den ligger omkring 250 kilometer väster om provinshuvudstaden Shenyang.

## Historia
Området har tidigare haft en stor mongolisk befolkning och under Qingdynastin hade det mongoliska förbundet Dzjosotu (ǰosutu-yin čiɣulɣan) sitt säte här.

## Administrativ indelning
Chaoyang består av två stadsdistrikt, två härad, ett autonomt härad och två städer på häradsnivå:
- Stadsdistriktet Shuangta (双塔区), 211 km², 310 000 invånare;
- Stadsdistriktet Longcheng (龙城区), 346 km², 170 000 invånare;
- Häradet Chaoyang (朝阳县), 4 216 km², 620 000 invånare;
- Häradet Jianping (建平县), 4 838 km², 580 000 invånare;
- Det mongoliska autonoma häradet Harqins vänstra flank (喀喇沁左翼蒙古族自治县), 2 240 km², 420 000 invånare;
- Staden Beipiao (北票市), 4 583 km², 620 000 invånare;
- Staden Lingyuan (凌源市), 3 297 km², 650 000 invånare.

## Klimat
Genomsnittlig årsnederbörd är 712 millimeter. Den regnigaste månaden är juni, med i genomsnitt 176 mm nederbörd, och den torraste är januari, med 2 mm nederbörd.